# Oxyntomodulin
Oxyntomodulin (abgekürzt Oxm, Oxy) ist ein Peptidhormon, das im Dünndarm von den so genannten L-Zellen während der Nahrungsaufnahme freigesetzt wird und eine Rolle für das Sättigungsgefühl des Menschen und für den Appetit spielt.
Oxyntomodulin wird experimentell zur medikamentös unterstützten Gewichtsabnahme bei Übergewicht eingesetzt, da es Hungergefühle dämpft. Vor den Mahlzeiten injiziertes Oxyntomodulin führte bei Versuchspersonen zu einem Gewichtsverlust. Des Weiteren fördert Oxyntomodulin den Energieumsatz.
Es wird vermutet, dass das Hormon am GLP-1 Rezeptor (glucagon-like peptide 1 receptor) wirkt. Wie auch 7 weitere Peptide – Glucagon, Glicentin, Glicentin-related polypeptide (GRPP), Glucagon-like peptide 1 (GLP-1, Inkretin-Hormon), Glucagon-like peptide 1 (7-37), Glucagon-like peptide 1 (7-36), Glucagon-like peptide 2 (GLP-2) – wird Oxyntomodulin durch Proteolyse aus dem Glucagon-Vorläuferprotein erzeugt.

## Aminosäuresequenz (Mensch)
Oxyntomodulin hat die Aminosäuresequenz:
H-His-Ser–Gln-Gly-Thr-Phe-Thr-Ser-Asp-Tyr-Ser-Lys-Tyr-Leu-Asp-Ser-Arg-Arg-Ala-Gln-Asp-Phe-Val-Gln-Trp-Leu-Met-Asn-Thr-Lys-Arg-Asn-Arg-Asn-Asn-Ile-Ala-OH